# HCFC1
 Хостфактор клеток 1   (HCFC1, HCF1 или HCF-1), также известный как VP16-вспомогательный белок — белок, который у человека кодируется геном  HCFC1 .

## Структура
HCF1 является членом высококонсервативного семейства хостфакторов клеток и кодирует белок с пятью Kelch-повторами,  фибронектино-подобным мотивом, и шестью HCF-повторами, каждый из которых имеет весьма специфичный сигнал расщепления. Это ядерный транскрипционный корегулятор протеолитически расщеплённый на один или более из шести возможных сайтов, в результате чего создаётся N-концевая цепь и соответствующая С-концевая цепь. Окончательная форма этого белка состоит из нековалентно связанных N- и С-концевых цепей, которые взаимодействуют с помощью электростатических сил.

## Функция
HCF1 участвует в управлении клеточным циклом, а также имеет регуляторную роль во множестве процессов, связанных с транскрипцией. Кроме того, работы с модельными организмами указывают на HCF1, как на фактор, предположительно определяющий  долголетие. Существуют варианты сплайсинга,  кодирующие разные изоформы белка, однако, не все варианты были полностью охарактеризованы.
Мутации в этом гене были связаны с нарушениями метаболизма кобаламина. ( https://dx.doi.org/10.1016/j.ajhg.2013.07.022 )

## Взаимодействия
Хостфактор клеток C1, как было выявлено, взаимодействует с:
- BAP1[5],
- CREB3[6][7],
- GABPA[8],
- HDAC1[9],
- HDAC2[9],
- MLL[10],
- OGT[9],
- PDCD2[11],
- POU2F1[12][13],
- PPP1CA[14],
- SIN3A[9][10],
- Sp1[9][15],
- SUDS3[9],
- WDR5[9][10], and
- ZBTB17[16].